# Ospedale di Santa Caterina dei Talani
L'ospedale di Santa Caterina dei Talani era un ospedale di Firenze presso la Porta San Gallo attivo dal 1370 inizialmente per l'accoglienza delle donne pellegrine e poi, nel XVI secolo, per i malati di sifilide; dopo alterne vicende, l'edificio venne demolito nel 1857.

## Storia
Era sorto per volontà di Sandro di Talano dei Filipetri, che nel suo testamento, datato 15 giugno 1349, aveva chiesto al figlio di fondare un ospedale dedicato a santa Caterina d'Alessandria. Se ne occuparono i tutori del figlio Lorenzo, ancora minorenne, comprando inizialmente una casa in via del Castellaccio dagli Alberti, che presto si rivelò tuttavia inadatta. Nel 1361 furono infine acquistati una casa e dei terreni presso la porta urbica di San Gallo, appartenenti ai Marignolli, e dopo alcuni lavori venne finalmente aperto l'ospedale nel 1370, specializzandosi nell'accoglienza delle donne pellegrine, che entravano da qui in città attraverso la via Bolognese, mentre gli uomini alloggiavano nell'antistante ospedale di San Rocco. Lo stemma dell'ospedale mostrava una croce di Sant'Andrea sormontata da una piccola ruota di santa Caterina.
La famiglia Talani, ramo dei Filipetri discendenti da quel Sandro, seguì le sorti dell'ospedale fino al 1497, quando scomparve Sandro di Bartolino Talani in stato di fallimento commerciale. Dopo aver vissuto alcuni anni in stato di abbandono, l'ospedale venne provvisoriamente ristrutturato per ospitare i malati "incurabili", cioè quelli del mal francese che proprio dopo la calata dell'esercito di Carlo VIII di Francia ebbe un'impennata di contagi. L'ospedale in questo periodo era riservato agli uomini, mentre alle donne era riservato l'ospedale di San Rocco. La struttura restò attiva per un paio di anni dopo il 1521.
Più tardi venne fondata un'apposita struttura per i sifilitici, l'ospedale degli Incurabili, e l'antico ospedale dei Talani fu affidato nel 1542 alla Compagnia del Bigallo. Sopravvisse con alterne vicende fino al 1857, quando fu demolito assieme all'antistante ospedale di San Rocco per "sanificare" la via in occasione della visita di Pio IX. In ogni caso in quelle case venne poi a passare il viale di Circonvallazione, per cui non ne resta alcuna traccia.